# Lada-Vaz Kalina
La Lada Kalina (in russo Лaда Калина) è un'autovettura prodotta dalla casa automobilistica russa Lada dal 2004 al 2018. Sul mercato interno è conosciuta anche coi nomi Lada 1117, Lada 1118 e Lada 1119, a seconda delle versioni.
Proposta nelle varianti di carrozzeria berlina tre volumi (4 porte), hatchback (5 porte) e station wagon per la produzione la Lada ha ampliato il già enorme stabilimento di Togliatti.
È stata sostituita nel 2018 dalla Lada Granta

## Prima generazione (2004-2013)

### Sviluppo
La progettazione dell'auto iniziò nel 1993, quando la casa madre commissionò il progetto di una nuova utilitaria poco costosa destinata non solo al mercato russo ma anche per l'export europeo; tale progetto ricevette il codice VAZ-1116. A causa di mancanza di fondi venne temporaneamente sospeso. Soltanto nel 1997 venne ripreso e venne pianificata una intera famiglia di auto composta da una berlina compatta tre volumi (VAZ-1118), una due volumi cinque porte (VAZ-1119) e una versione monovolume (VAZ-1120), successivamente sostituita da una più classica station wagon (VAZ-1117). 
Il codice interno della vettura partiva con il numero 1 mentre i numeri dei modelli classici partivano da 2. Il motivo è che la Kalina è stata concepita come un'auto di segmento B più compatta rispetto al restante della produzione della casa madre, quindi le venne associata un numero progettuale più piccolo.
È stata inoltre la prima auto di AvtoVAZ, progettata con computer moderni, utilizzando modelli CAD e 3D. Diverse aziende straniere hanno preso parte alla progettazione. Per la prima volta, invece di un servosterzo idraulico, venne introdotto quello elettrico. Venne progettato un nuovo telaio di base partendo da quello della Lada serie 110 e un nuovo motore benzina quattro cilindri VAZ-21114 da 1,6 litri, 8 valvole erogante 81 cavalli, sviluppato sulla base di quello montato dalla Lada Samara e conforme alla normativa Euro III. 
Successivamente venne sviluppata anche la versione a 16 valvole dello stesso motore erogante 98 cavalli. 
La Kalina inoltre era una vettura di estrema importanza per la casa russa in quanto segnava il ritorno del marchio sui mercato europei e ne venne progettata anche la versione con guida a destra.
Nel 1998 venne ufficializzato il nome Kalina e nel 1999 vennero svelati i prototipi di tutte e tre le varianti previste destinate alla produzione.
Nell'aprile 2003 lo stabilimento viene totalmente rimodernato e automatizzato: viene costruita una nuova linea di assemblaggio con robot forniti dalla Teksid, nuovo reparto lastratura e un nuovo reparto verniciatura da oltre 58 mila metri quadri con robot forniti dalla Eisenmann.
Venne ufficializzato il debutto per l’anno successivo e le vendite anche in Europa con un prezzo inferiore ai 10 mila euro.

### Presentazione

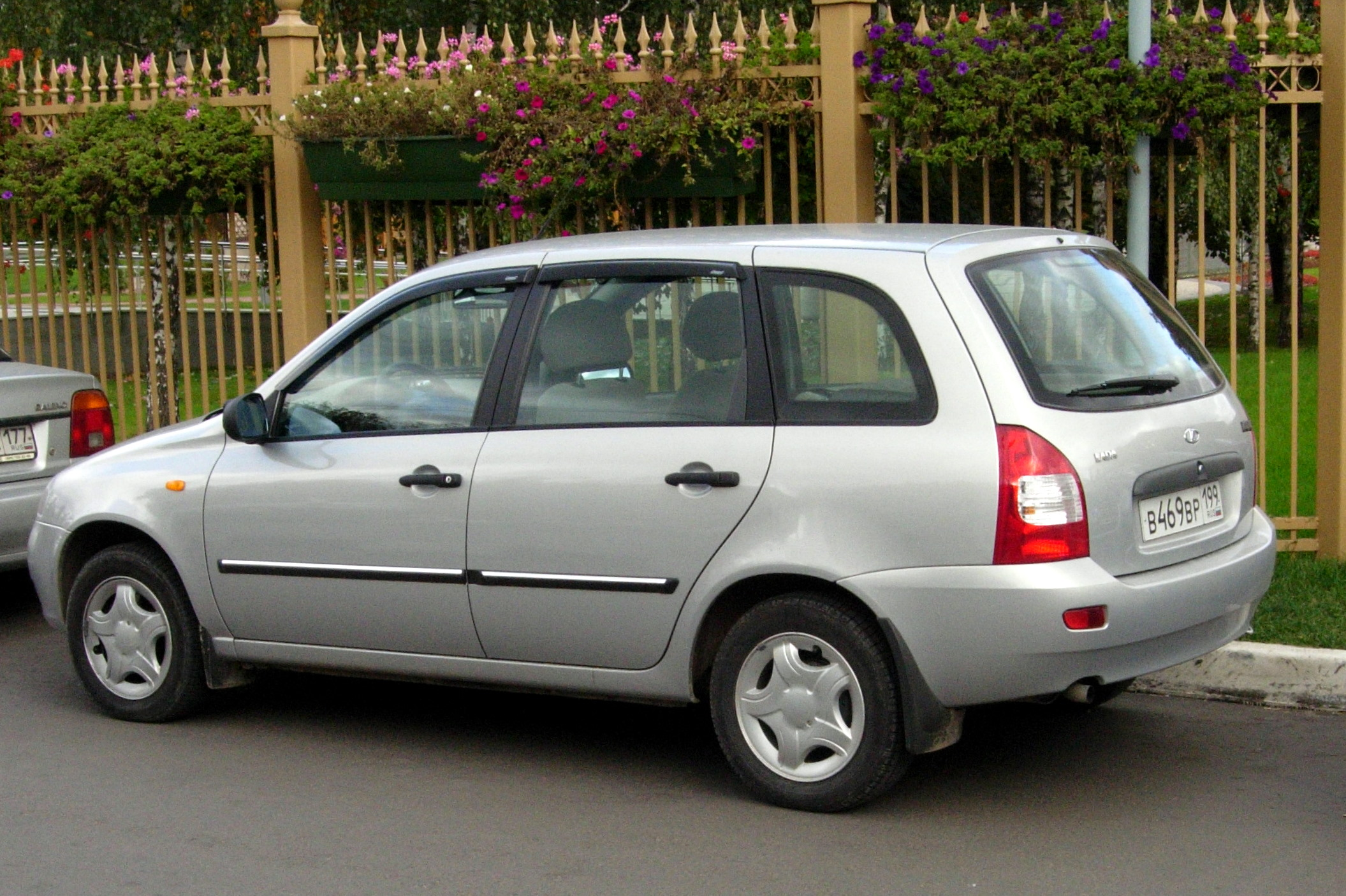
La versione station wagon

Nell'agosto 2004 ha iniziato la produzione delle 16 vetture pilota destinate agli ultimo collaudi e ai test per la stampa mentre il 18 novembre 2004 parte ufficialmente la produzione nello stabilimento di Togliatti della prima versione con carrozzeria berlina tre volumi. Il modello a cinque porte presentato nel novembre 2004 entra in produzione ad agosto 2005.
La Kalina si basa su una piattaforma inedita sviluppata a partire da quella della Lada serie 110; possiede uno schema meccanico classico con motore anteriore-trasversale a trazione anteriore con sospensioni anteriori indipendenti con montanti MacPherson e sospensioni posteriori a ruote interconnesse ad assale torcente.
Lo scheletro della carrozzeria utilizza il 12% di acciai ad alta resistenza per la sezione frontale con rinforzi nei montanti A e B e barre anti intrusione nelle portiere.
Nell’agosto del 2005 viene presentata al salone di Mosca la versione station wagon che entrerà in produzione nel novembre del 2007.
Nell’ottobre 2006 parte la produzione della Kalina omologate Euro 4 dotate di doppio airbag di serie destinate sia al marcato russo che a quello europeo (Francia, Germania e Spagna).
Nel 2011 termina la produzione della versione berlina tre volumi sostituita dalla Lada Granta mentre le versioni cinque porte e station wagon continueranno ad essere prodotte fino al marzo del 2013 quando saranno sostituite da una nuova generazione.

### Kalina Sport

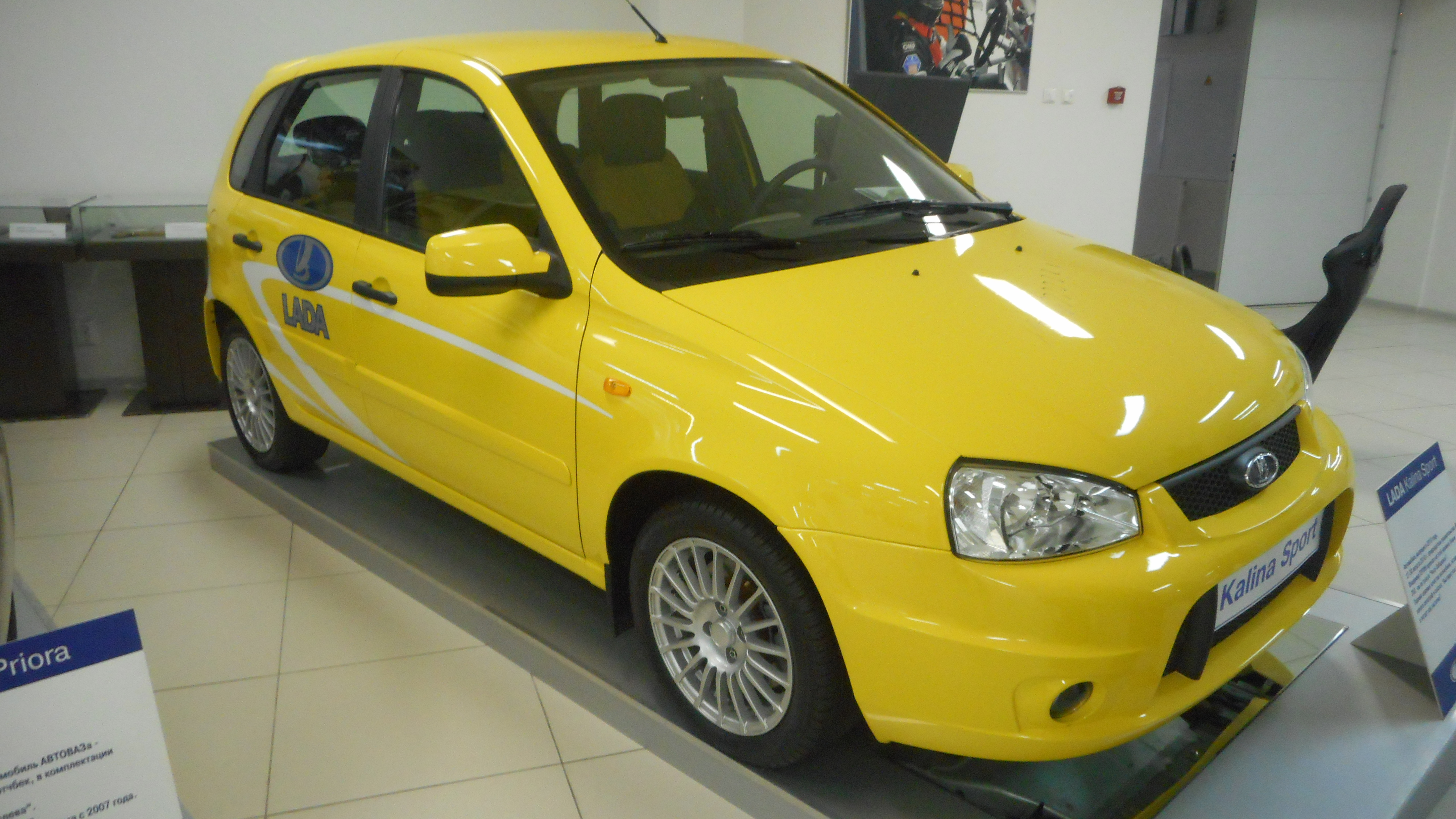
La Kalina Sport

Nel maggio 2008 è iniziata la produzione della Lada Kalina Sport sviluppata dalla sussidiaria Lada Sport e disponibile solo nella versione hatchback cinque porte. Tale modello è equipaggiato con il nuovo motore VAZ-11194 da 1,4 litri (1390 cm³) benzina a fasatura variabile 16V erogante 89 cavalli. L'auto aveva un design specifico più sportivo con uno spoiler sul portellone posteriore, minigonne nei paraurti e lungo la fiancata, sedili con supporto laterale e alcuni optional ereditati dalla versione Lux. Nel marzo 2009 la Kalina Sport ha ricevuto il motore 1.6 VAZ-21126 (1596 cm³) 16 valvole che erogava 98 cavalli e 145 Nm di coppia massima. Il 1.4 aveva causato alcuni problemi di affidabilità e perciò venne tolto di produzione e sostituito dal classico 1.6 che era già montato sulle Kalina standard.

## Seconda generazione (2013-2018)

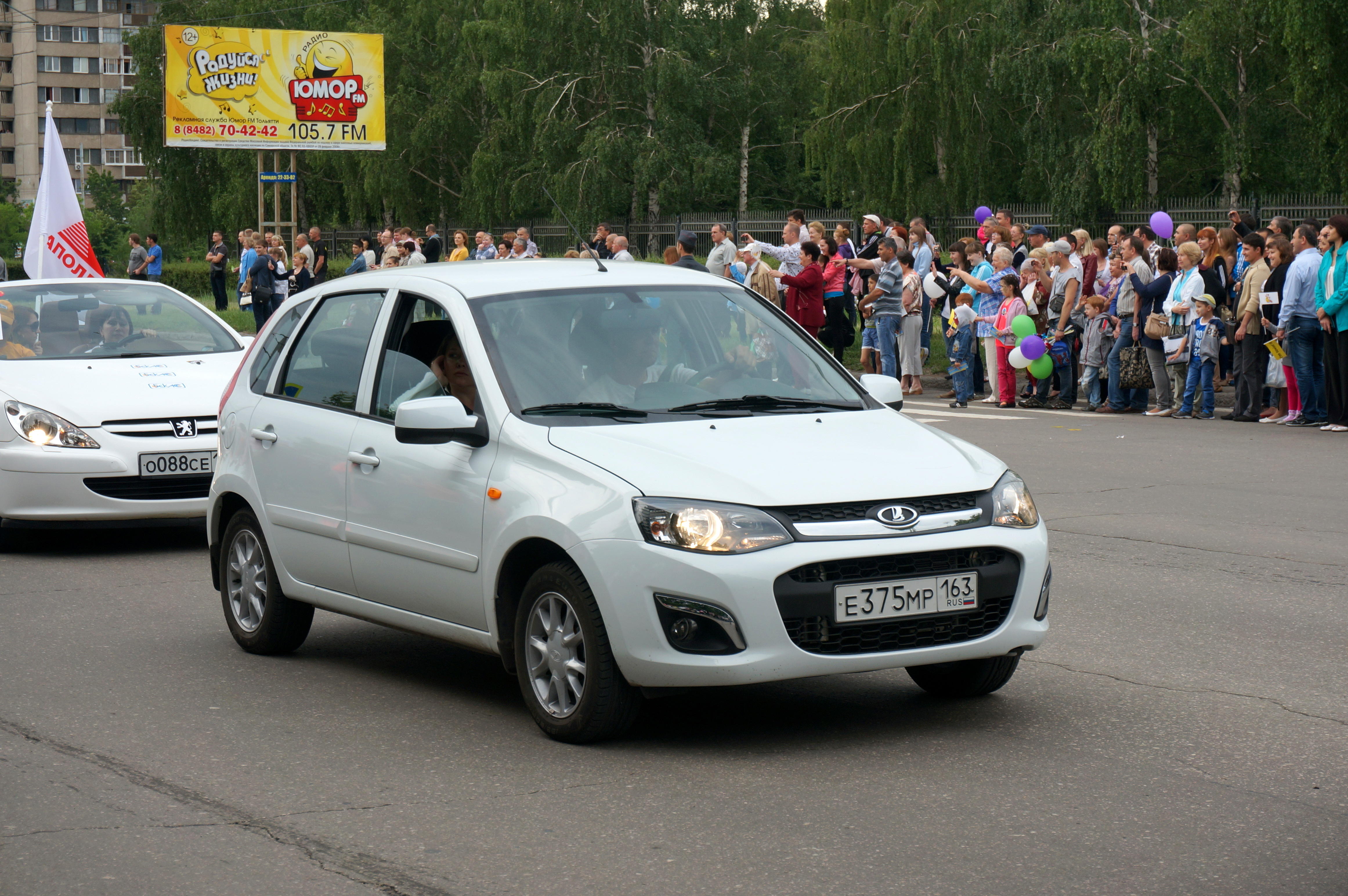
La Kalina cinque porte (VAZ-2192) seconda generazione

Ad agosto 2012 al Salone dell'Automobile di Mosca è stata presentata la seconda generazione della Kalina, la cui produzione in serie è iniziata il 16 maggio 2013. La nuova versione era disponibile solo nelle versioni hatchack cinque porte (codice VAZ-2192) e station wagon (codice VAZ-2194 denominata Universal sul mercato interno) mentre la versione tre volumi venne sostituita dalla nuova Lada Granta.
In realtà non si tratta di un modello tutto nuovo ma solo di un pesante restyling della serie precedente ad opera del designer Steve Mattin che ne uniformó lo stile al resto della recente gamma Lada: i lamierati esterni erano tutti nuovi mentre lo scheletro della carrozzeria rimase lo stesso. Anche la plancia era inedita ed ereditava i principali comandi dalla Granta. La gamma motori era composta dal propulsore a benzina da 1,6 litri proposto nelle versioni otto valvole da 87 cavalli e sedici valvole da 98 e 106 cavalli. 
A tali motori era abbinato un cambio manuale a cinque rapporti e due inedite trasmissioni: un robotizzato a cinque rapporti e un automatico con convertitore Jatco a quattro rapporti.
Tra i dispositivi di sicurezza vennero introdotti sul mercato russo l’airbag per il guidatore su tutti i modelli e optional quello per il passeggero mentre per l’export erano di serie entrambi, inoltre di serie vi erano ABD ed EBD e dal settembre del 2013 anche il controllo della stabilità ESP e optional il cruise control.
La produzione della versione station wagon parte nel settembre 2013. 
Nel gennaio 2014 sono state introdotte nuove sospensioni con molle irrigidite e nuovi ammortizzatori con stabilizzatore dal diametro di 24 mm (invece di 22 mm). Inoltre, sono comparsi additivi per lividi. La nuova sospensione è stata installata in tutte le versioni.
Nell'aprile 2015 è stato introdotto il nuovo sistema multimediale con navigatore satellitare e il nuovo cambio robotizzato cinque rapporti sviluppato in collaborazione con ZF.
Nel gennaio 2016, AvtoVAZ annunciò che la produzione della Kalina terminerà nel 2018 a causa delle vendite ormai in calo da anni e nel marzo 2017, l’allora presidente di AvtoVAZ, Nicolas Maure, dichiarò che la vettura necessitava di un ammodernamento e che sarebbe rimasta in produzione rientrando a far parte della gamma Granta. 
Nel maggio 2016 parte l’assemblaggio della vettura anche in Kazakistan in complete knock down nello stabilimento della Asia Auto sito nella città di Öskemen.
Nel 2018 viene presentato un restyling che perde ufficialmente la denominazione Kalina e le due vetture diventano Granta hatchback e Granta station wagon. Le due nuove versioni adottano lo stesso frontale e gli stessi interna della Lada Granta berlina. 
Cessa quindi di esistere la Lada Kalina.

### Lada Kalina Cross

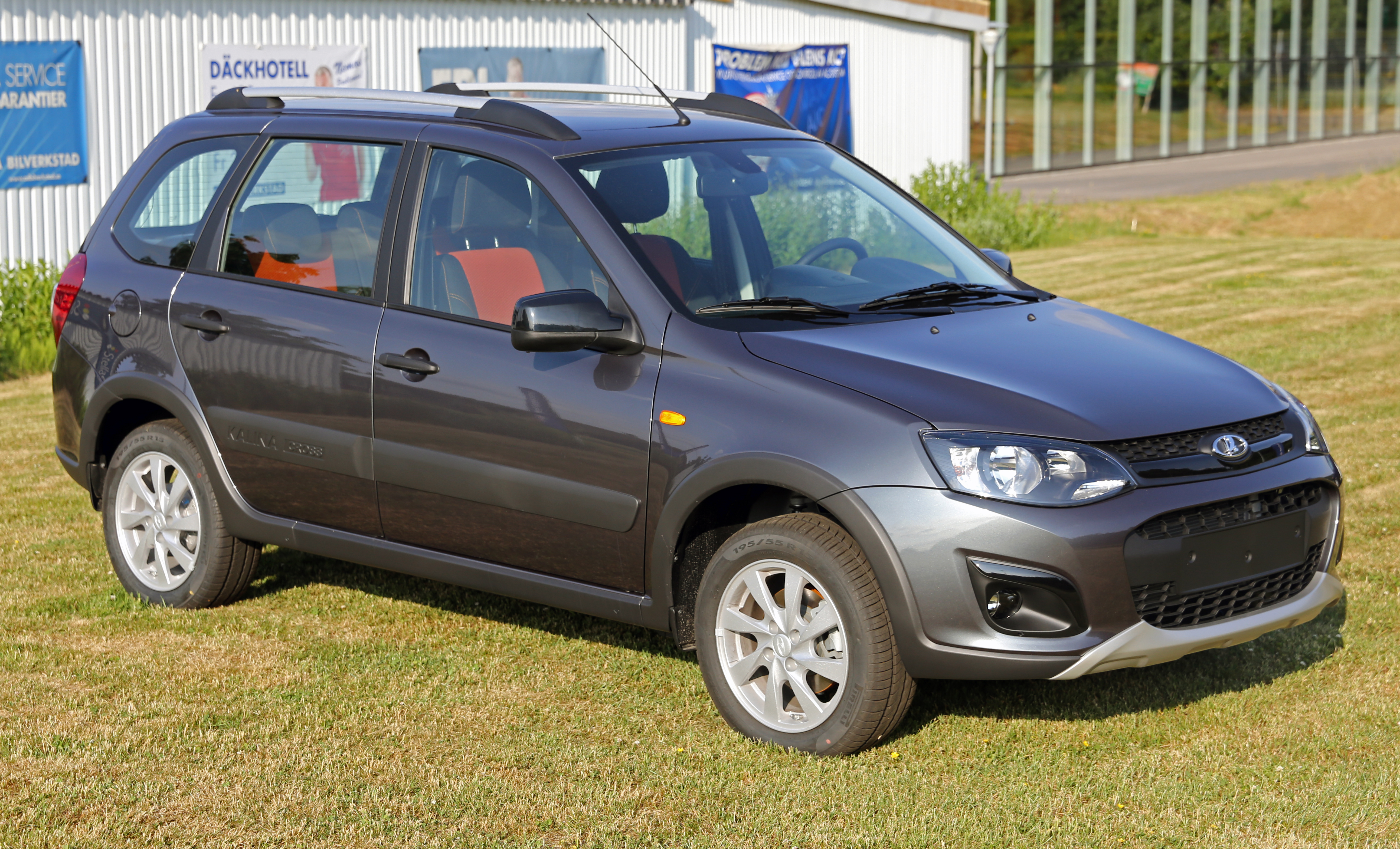
Kalina Cross

Nel giugno 2014 è stata ufficialmente annunciata l'imminente produzione della Kalina Cross, una versione rialzata stile crossover SUV basata sulla wagon con un'altezza da terra maggiore di 23 mm (16 mm grazie alle sospensioni e 7 mm grazie agli pneumatici ad alto profilo) che raggiunge i 208 mm dal suolo. La produzione è iniziata ad agosto e le vendite sono iniziate ufficialmente a dicembre 2014. Esteticamente presentava protezioni in plastica lungo i passaruota e scudo paracolpi nei paraurti anteriore e posteriori oltre a interni con selleria bicolore nero/arancio. Il motore era il classico 1.6 aspirato 16V da 106 cavalli con cambio manuale a trazione anteriore.
Nell'aprile 2015 è stata introdotta anche la versione con cambio robotizzato ZF.
Nel luglio 2016 è iniziata la produzione della nuova versione Black Line con tetto nero, cerchi in lega da 15 pollici imbruniti e interni bicolore arancio/grigi.